# Géométrie du solide

## Géométrie du solide
La  géométrie du solide est une des branches de la géométrie euclidienne. Elle étudie toutes les propriétés affines et métriques des solides : aire, volume, sections, incidence, symétrie, dualité... Elle s'appuie sur les propriétés de la géométrie dans l'espace.  Le support de réflexion étant plan (papier ou écran d'ordinateur), il faut en outre développer des moyens de représentations comme le développement (ou patron), la section, la représentation en géométrie descriptive ou en perspective. En conception assistée par ordinateur et infographie, l'étude de la géométrie du solide va conduire à la modélisation du solide en utilisant des outils puissant comme la topologie et la géométrie différentielle. Enfin les surfaces servant de frontières aux solides sont de bons candidats pour le développement des géométries non euclidiennes
Parmi les mathématiciens ayant travaillé sur la géométrie des solides, on peut citer :
- Pythagore et l'école des Pythagoriciens ;
- Platon qui fait l'inventaire des polyèdres réguliers et leur associe un élément constitutif de l'univers (le feu, l'air, la terre, l'univers et l'eau) ;
- Archimède, qui a développé les techniques de calcul de volume (le livre de la sphère et du cylindre) ;
- Pappus d'Alexandrie ;
- les frères Banou Moussa (Livre sur la détermination des surfaces des figures planes et sphérique) ;
- Thabit Ibn Qurra puis plus tard Ibn al-Haytham pour les paraboloïdes ;
- Descartes ;
- Cavalieri et son principe.